# الکودا
ال-کودا یک منطقهٔ مسکونی در یمن است که در استان حضرموت واقع شده‌است.